# 皮索克 (莫斯季斯卡區)
49°48′21″N 23°17′30″E / 49.80583°N 23.29167°E
皮索克（烏克蘭語：Пісок），是烏克蘭西部的村莊，隸屬利維夫州的亞沃里夫區。該村始建於1940年，面積0.51平方公里，海拔高度207米，2001年人口235，人口密度每平方公里458.98人。